# Heinrich von Hagen (General)

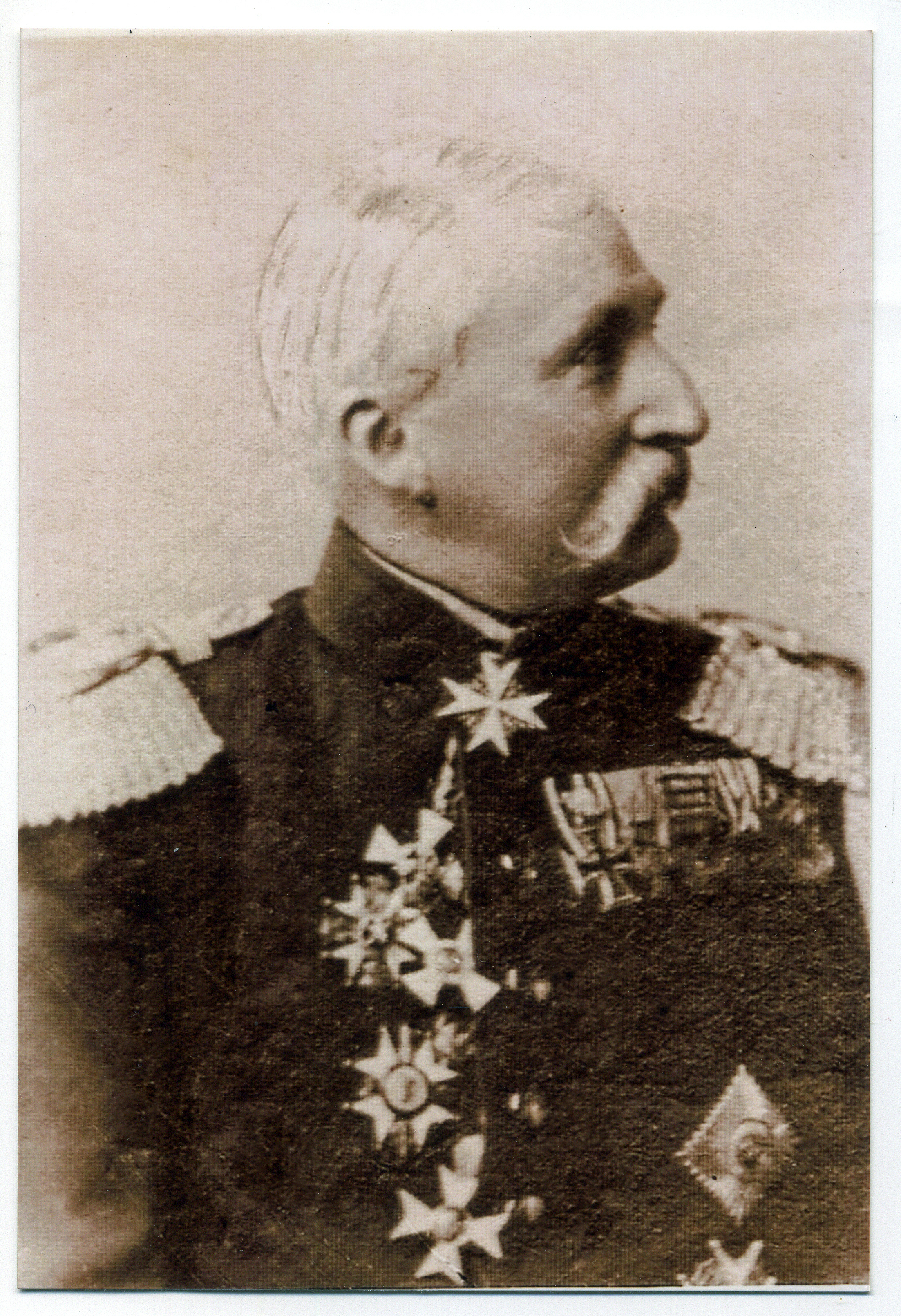
Generalleutnant Heinrich von Hagen

Ernst Heinrich Hagen, seit 1871 von Hagen (* 19. Mai 1831 in Königsberg; † 18. November 1905 in Schönheide) war ein preußischer Generalleutnant.

## Leben

### Herkunft
Er war Sohn des Geheimen Regierungsrates und Professors für Kunstgeschichte und Ästhetik Ernst August Hagen (1779–1880) und dessen Ehefrau Molly, geborene Oestreich (1876–1915). Sein Großvater war der bekannte Hofapotheker und Universalgelehrte in Königsberg Karl Gottfried Hagen, welcher zeitweilig Lehrer der Söhne von Königin Luise und ein enger Freund und Vertrauter von Immanuel Kant war. Ernst Heinrich von Hagens Vorfahren sind als die Gelehrtenfamilie in die Geschichte der Königsberger Albertus-Universität eingegangen. Sein Bruder Johann Maria (genannt Hans) Hagen (1829–1910) bestritt ebenfalls eine Militärkarriere, erreichte den Dienstgrad eines Oberstleutnants und war als Direktor der Kriegsschule Kassel aktiv. Die beiden Brüder Ernst Heinrich und Hans blieben über ihre Söhne Curt und Reinhold lebenslang in engem Kontakt.
Militärkarriere
Hagen besuchte das Altstädtische Gymnasium in seiner Heimatstadt und trat am 22. März 1849 als Musketier in das 1. Infanterie-Regiment der Preußischen Armee in Danzig ein. Bis Mitte Dezember 1851 avancierte er zum Sekondeleutnant und war ab Oktober 1855 Adjutant des Füsilier-Bataillons. Mit seiner Beförderung zum Premierleutnant wurde Hagen in das 4. Infanterie-Regiment versetzt und Mitte April 1860 für sechs Monate zum Garde-Dragoner-Regiment kommandiert. Unter Belassung in diesem Kommando folgte am 1. Juli 1860 seine Versetzung in das 41. Infanterie-Regiment.
Bei der Reorganisation der Armee wurde Hagen am 1. Oktober 1860 à la suite des Litthauischen Dragoner-Regiments (Nr. 10) gestellt und im Mai 1862 in diesen Verband einrangiert. Mitte Mai 1866 stieg er zum Rittmeister und Eskadronchef auf. Als solcher nahm Hagen im gleichen Jahr während des Krieges gegen Österreich an den Schlachten bei Trautenau und Königgrätz sowie dem Gefecht bei Tobitschau teil. Für sein Wirken, besonders bei Trautenau, wo er mit seiner Eskadron zwei feindliche Eskadronen zerschlug, erhielt Hagen am 20. September 1866 den Orden Pour le Mérite.
Anlässlich des Krieges gegen Frankreich wurde Hagen für die Dauer des mobilen Verhältnisses zum persönlichen Adjutanten des Prinzen Albrecht von Preußen ernannt und am 28. Oktober 1870 zum Major befördert. Er nahm an den Schlachten bei Weißenburg, Wörth, Sedan und Orléans sowie an den Gefechten bei Steinburg, Marsal, Raucourt, Frénois und Daunoise teil. Ausgezeichnet mit dem Eisernen Kreuz II. Klasse wurde Hagen nach dem Friedensschluss unter Belassung als persönlicher Adjutant des Prinzen Albrecht à la suite des Litthauischen Dragoner-Regiments Nr. 1 (Prinz Albrecht von Preußen) gestellt und am 16. Juni 1871 für seine Verdienste durch Kaiser Wilhelm I. in den erblichen preußischen Adelsstand erhoben. Somit begründete er die briefadelige Familie von Hagen. Nach dem Tod des Prinzen versetzte man ihn am 22. Oktober 1872 mit seiner Regimentsuniform zu den Offizieren von der Armee.
Am 22. September 1874 wurde Hagen zum etatsmäßigen Stabsoffizier im Magdeburgischen Dragoner-Regiment Nr. 6 in Schmiedeberg ernannt. Unter Stellung à la suite beauftragte man ihn dann am 2. Januar 1876 zunächst mit der Führung des Rheinischen Dragoner-Regiments Nr. 5 in Hofgeismar und ernannte Hagen am 11. Januar 1876 zum Regimentskommandeur. In dieser Stellung erfolgte im März 1876 seine Beförderung zum Oberstleutnant sowie im September 1880 zum Oberst. Daran schloss sich von Juni 1882 bis Mitte März 1884 eine Verwendung als Kommandant von Neubreisach an. Anschließend wurde Hagen als Kommandeur der 6. Kavallerie-Brigade nach Brandenburg an der Havel versetzt und am 18. November 1886 zum Generalmajor befördert. Unter Verleihung des Roten Adlerordens II. Klasse mit Eichenlaub stellte man ihn am 8. März 1887 krankheitsbedingt in Genehmigung seines Abschiedsgesuches mit der gesetzlichen Pension zur Disposition.
Nach seiner Verabschiedung erhielt Hagen im Januar 1896 den Kronenorden II. Klasse mit Stern und das Kommandeurkreuz I. Klasse des Ordens Heinrichs des Löwen. In nachmaliger Würdigung seiner langjährigen Verdienste verlieh Kaiser Wilhelm II. Hagen am 18. März 1899 den Charakter als Generalleutnant.

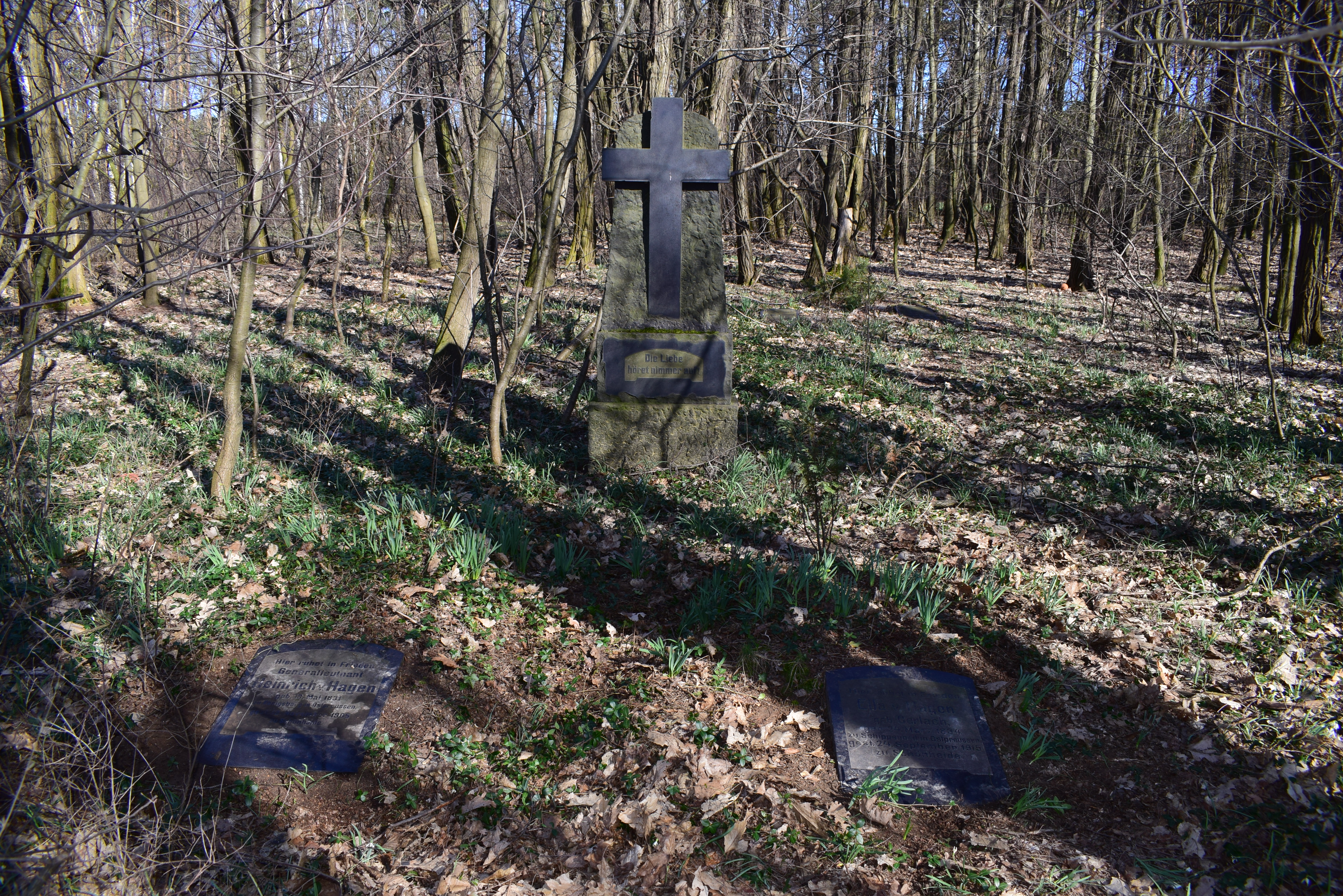
Grabstätte der Eheleute von Hagen

### Familie
Hagen hatte sich am 29. Juni 1857 in Schippenbeil mit Ella Gerlach (1836–1915) verheiratet. Sie war die Tochter des Kommerzienrates August Eduard Gerlach. Aus der Ehe gingen vier Kinder hervor:
- Klara (1858–1943) ⚭ Anton Niendorf, Pastor
- Heinrich Curt (1859–1897), Landeshauptmann der Kolonie Deutsch-Neuguinea ⚭ Helene Winkler (* 1861), Tochter Else (* 1886)[2]
- Magdalena (1862–1924) ⚭ Paul von Wühlisch, Herr auf Lieskau
- Heinrich (1868–1917) ⚭ Maud Bruxner (1869–1940)

1887 kaufte Hagen das Herrenhaus in Schönheide bei Spremberg, dort lebte er mit seiner Familie bis zu seinem Lebensende. Die heute noch existierende denkmalgeschützte Familiengrabstätte erinnert an den einstigen Reitergeneral. Diese Familie von Hagen ist nicht Mitglied in dem in Deutschland existierenden Hagen`schen Familienverband.

## Gedenkstein in Schönheide
Der jetzt vor dem ehemaligen Herrenhaus im Zentrum von Schönheide aufgestellte sogenannte „Prinzenretter Gedenkstein“, wie der ca. 2,20 Meter große Findling hier umgangssprachlich genannt wird, wurde im Jahr 2011 dorthin umgesetzt und befand sich vorher an einem Waldrand südöstlich von Schönheide.

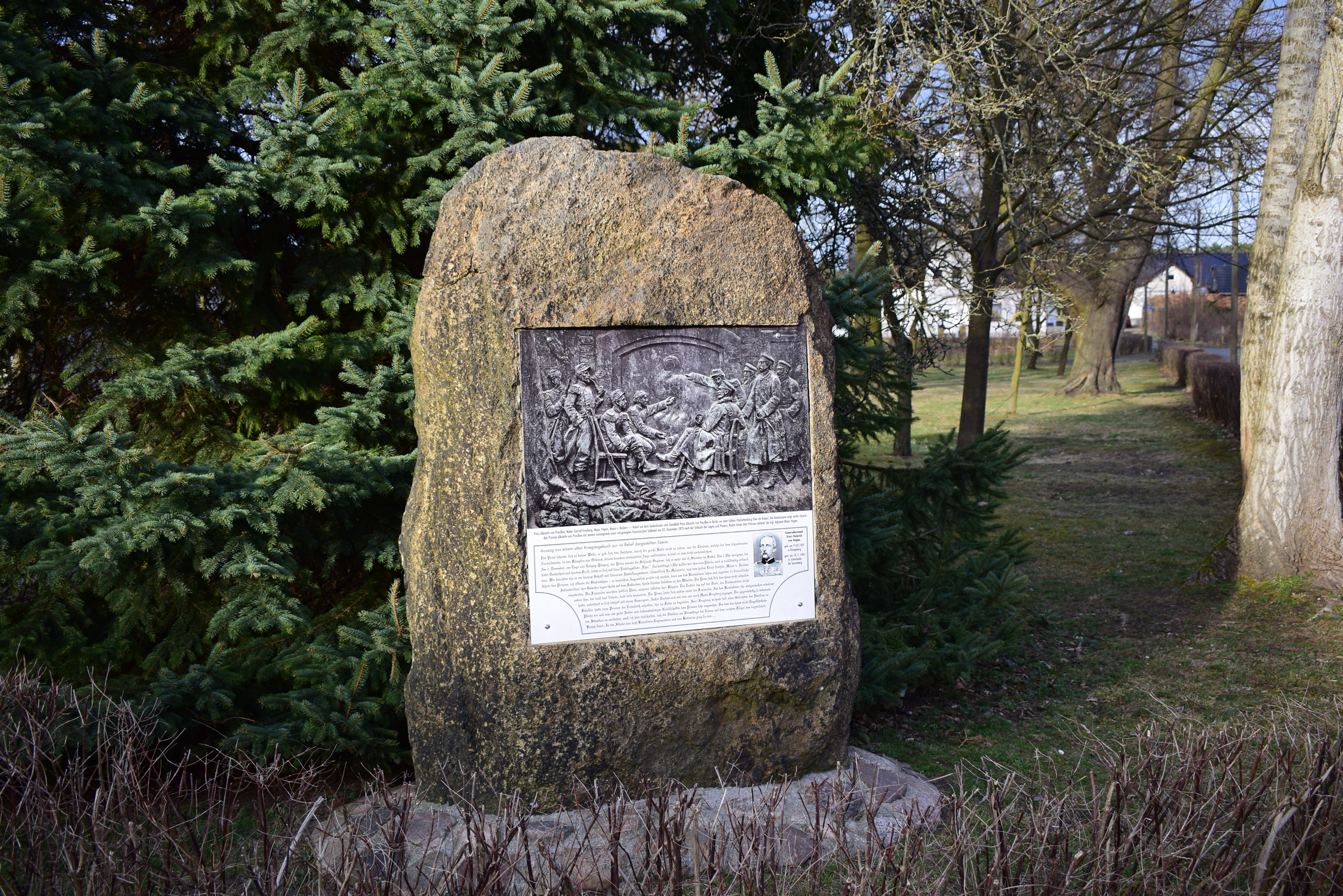
„Prinzenretter Gedenkstein“ in Schönheide

Die dargestellte Szene auf dem Gedenkstein ist die Kopie von einer Bronzetafel des Prinz Albrecht Denkmals vor dem Schloss Charlottenburg und soll eine Kriegssituation vom 2. Dezember 1870 veranschaulichen. Das Zusammentreffen des Begleitstabes um Prinz Albrecht von Preußen mit einer versprengten Gruppe französischer Soldaten in einer Kaminstube ereignete sich nach der Schlacht bei Loigny und Poupry im Deutsch-Französischen Krieg (1870–1871). Die persönlichen Adjutanten des Prinzen erkannten sofort die bedrohliche Situation. Da Prinz Albrecht die französische Sprache perfekt beherrschte, konnte er die französischen Soldaten in eine lockere Plauderei verwickeln. Nach einer kurzen Aufwärmpause ermöglichten dann die Adjutanten Hagen und Reclam einen gesicherten Rückzug aus der Bauernstube. Die Gefahr einer möglichen Gefangennahme durch die Franzosen war damit gebannt.
Der Schlachtenmaler Conrad Freyberg gehörte bei der Kaminsituation ebenfalls zum Stab der prinzlichen Adjutanten, er beschrieb in seinen Aufzeichnungen die Szene weniger heroisch, als diese später nacherzählt wurde.
„An diesem Tage war es auch, als der Prinz abends ganz starr gefroren vom Pferde herab gehoben und vom Adjutanten Major v. Hagen gestützt in ein Häuschen geführt wurde. Die Division war bereits vorbeimarschiert. Nur noch Major von Reclam und ich waren zugegen, aber außerdem war der Raum durch Mobilgarden und andere französische Soldaten darunter Verwundete und Tote, angefüllt. Die Leute lüfteten ihr Käppi und mit einem „Mon gènèral“ begannen sie dem sich an das hell lodernde Kaminfeuer setzenden Prinzen, heftig gestikulierend, ihre Heldentaten zu erzählen. Da in der Nähe noch fortwährend geschossen wurde, selbst mit Granaten, und die augenscheinliche Gefahr der Sachlage uns ermahnten, aufzubrechen, so stiegen wir wieder zu Pferde; brennende Dörfer erhellten das Dunkel.“
In Anerkennung seiner militärischen Leistungen während des Krieges 1870–1871 wurde für Heinrich von Hagen von den Schönheider Ortsbewohnern der Gedenkstein mit der bekannten Kaminszene vermutlich um 1910 aufgestellt. Nach 1945 erlitt der Gedenkstein von Schönheide dann jedoch ein bedauerliches Schicksal.
Zum Ende des Zweiten Weltkrieges wurde der Ort Schönheide im April 1945 von vorrückenden russischen und polnischen Verbänden eingenommen. Der Gedenkstein wurde dabei aber, eventuell durch den etwas abseits gelegenen Standort, nicht beschädigt. Erst in den 1950er Jahren (ca. 1955–1958), als der Wiederaufbau in der neu gegründeten DDR begann, fiel das Bronzerelief der FDJ-Aktion „Martin braucht Schrott“ zum Opfer. Der Slogan bezog sich darauf, dass durch Schulklassen möglichst viel Schrott gesammelt werden sollte, um damit einen Siemens-Martin-Ofen bestücken zu können, welcher wiederum wertvollen Stahl für den Wiederaufbau erzeugte.
Der Gedenkstein, seines Reliefs nun beraubt, geriet dann fast in Vergessenheit. Erst mit der politischen Wende in der DDR gab es dann durch die Einwohner von Schönheide Bestrebungen, den Gedenkstein in die Ortsmitte umzusetzen und wieder zu vervollständigen. Aus Kostengründen musste dann aber darauf verzichtet werden, das verloren gegangene Bronzerelief zu ersetzen. Seither ziert diese Stelle eine das Bronzerelief abbildende Fotokopie.
Der „Prinzenretter Gedenkstein“ in Schönheide ist anders als das Denkmal in Berlin-Charlottenburg nie selbst Denkmal gewesen. Durch den Verlust des Bronzereliefs, wurde es auch von der Denkmalbehörde des Landes Brandenburg nicht als denkmalrelevant eingestuft.

## Weitere Literatur
- Kurt von Priesdorff: Soldatisches Führertum. Band 9, Hanseatische Verlagsanstalt Hamburg, o. O. [Hamburg], o. J. [1941], S. 240–241, Nr. 2859. DNB 986919780
- Alfred Niemann: Geschichte des Dragonerregiments Freiherr von Manteuffel (Rheinisches) Nr. 5. E. S. Mittler & Sohn, Berlin 1908.